# Persone di cognome Klein
| Questa pagina contiene informazioni ricavate automaticamente dalle voci biografiche con l'ausilio del template Bio e di un bot. L'aggiornamento è periodico e automatico e ricostruisce completamente la pagina. Se manca una persona in questa lista, sei pregato di non aggiungerla, ma accertati piuttosto che la sua voce biografica contenga il template Bio e che i dati anagrafici siano correttamente compilati. Se il template Bio manca, inseriscilo tu stesso o, in alternativa, metti l'avviso {{tmp\|Bio}} che ne segnala la mancanza. Se i dati riportati sono sbagliati, correggi direttamente la voce biografica; le modifiche saranno visibili in questa lista entro pochi giorni. Per chiarimenti vedi il progetto antroponimi. La lista contiene solo le 82 persone che sono citate nell'enciclopedia e per le quali è stato implementato correttamente il template Bio. Pagina aggiornata al 23 lug 2025. |

Questa è una lista di persone presenti nell'enciclopedia che hanno il cognome Klein, suddivise per attività principale.

## Allenatori di calcio(1)
- Stanislao Klein, allenatore di calcio ungherese (n. 1902)

## Arbitri di calcio(1)
- Abraham Klein, arbitro di calcio israeliano (Timișoara, n. 1934)

## Architetti(1)
- Alexander Klein, architetto russo (Odessa, n. 1879 - New York, † 1961)

## Artisti(2)
- Richard Klein, artista tedesco (Monaco di Baviera, n. 1890 - Weßling, † 1967)
- Yves Klein, artista francese (Nizza, n. 1928 - Parigi, † 1962)

## Attori(2)
- Chris Klein, attore statunitense (Hinsdale, n. 1979)
- Jesper Klein, attore e doppiatore danese (Næstved, n. 1944 - Frederiksberg, † 2011)

## Attrici(2)
- Abigail Klein, attrice e modella statunitense (Dallas, n. 1988)
- Leonie Renée Klein, attrice tedesca (Colonia, n. 1990)

## Attrici teatrali(1)
- Beverley Klein, attrice teatrale e cantante inglese (Londra, n. 1954)

## Bassisti(1)
- Larry Klein, bassista e produttore discografico statunitense (n. 1956)

## Biatlete(1)
- Janet Klein, biatleta e fondista tedesca (n. 1977)

## Biologhe(1)
- Eva Klein, biologa e immunologa ungherese (Budapest, n. 1925 - Stoccolma, † 2025)

## Biologi(1)
- George Klein, biologo ungherese (Carpazi, n. 1925 - Stoccolma, † 2016)

## Calciatori(9)
- Chris Klein, ex calciatore statunitense (St. Louis, n. 1976)
- Felipe Klein, calciatore brasiliano (Porto Alegre, n. 1987)
- Florian Klein, ex calciatore austriaco (Linz, n. 1986)
- Guido Klein, calciatore e allenatore di calcio italiano (Roma, n. 1923)
- Henri Klein, calciatore lussemburghese (Oberkorn, n. 1944 - † 1995)
- Julien Klein, calciatore francese (n. 1988)
- Martin Klein, ex calciatore ceco (Brno, n. 1984)
- Michael Klein, calciatore rumeno (Amnaș, n. 1959 - Krefeld, † 1993)
- Michael Klein, ex calciatore tedesco (n. 1965)

## Calciatrici(1)
- Jennifer Klein, calciatrice austriaca (Tulln an der Donau, n. 1999)

## Canottieri(2)
- Manfred Klein, ex canottiere tedesco (Berlino Ovest, n. 1947)
- Roelof Klein, canottiere olandese (Lemmer, n. 1877 - Montclair, † 1960)

## Cantanti(1)
- LaFee, cantante tedesca (Stolberg, n. 1990)

## Cestiste(1)
- Dea Klein-Šumanovac, ex cestista croata (Zagabria, n. 1981)

## Cestisti(4)
- Dick Klein, cestista e giocatore di baseball statunitense (Fort Madison, n. 1920 - Greenville, † 2000)
- Jason Klein, ex cestista statunitense (Dearborn, n. 1976)
- Konstantin Klein, cestista tedesco (Berlino, n. 1991)
- Ralph Klein, cestista e allenatore di pallacanestro israeliano (Berlino, n. 1931 - Tel Hashomer, † 2008)

## Cicliste su strada(1)
- Lisa Klein, ciclista su strada e pistard tedesca (Saarbrücken, n. 1996)

## Comici(1)
- Robert Klein, comico, attore e cantante statunitense (New York, n. 1942)

## Compositori(2)
- Bernhard Klein, compositore tedesco (Colonia, n. 1793 - Berlino, † 1832)
- Bruno Klein, compositore e organista statunitense (Osnabrück, n. 1858 - New York, † 1911)

## Conduttori radiofonici(1)
- Martin Klein, conduttore radiofonico italiano (Desenzano del Garda, n. 1970)

## Critici musicali(1)
- Herman Klein, critico musicale, musicista e insegnante inglese (Norwich, n. 1856 - Londra, † 1934)

## Economisti(1)
- Lawrence Klein, economista statunitense (Omaha, n. 1920 - Gladwyne, † 2013)

## Fisici(1)
- Oskar Klein, fisico svedese (Danderyd, n. 1894 - Stoccolma, † 1977)

## Fotografi(2)
- Steven Klein, fotografo e regista statunitense (Cranston, n. 1965)
- William Klein, fotografo e regista statunitense (New York, n. 1926 - Parigi, † 2022)

## Generali(1)
- Dominique Louis Antoine Klein, generale francese (Blâmont, n. 1761 - Parigi, † 1845)

## Giocatori di baseball(1)
- Chuck Klein, giocatore di baseball statunitense (Indianapolis, n. 1904 - Indianapolis, † 1958)

## Giocatori di football americano(2)
- A.J. Klein, ex giocatore di football americano statunitense (Appleton, n. 1991)
- Elijah Klein, giocatore di football americano statunitense (Pomona, n. 2000)

## Giornaliste(1)
- Naomi Klein, giornalista, scrittrice e attivista canadese (Montréal, n. 1970)

## Giornalisti(1)
- Ezra Klein, giornalista statunitense (Irvine, n. 1984)

## Giuristi(2)
- Ernst Ferdinand Klein, giurista tedesco (Breslavia, n. 1744 - Berlino, † 1810)
- Jacob Theodor Klein, giurista, botanico e matematico polacco (Danzica, n. 1685 - Königsberg, † 1759)

## Imprenditori(1)
- Allen Klein, imprenditore statunitense (Newark, n. 1931 - New York, † 2009)

## Lottatori(1)
- Martin Klein, lottatore estone (Tarvastu, n. 1884 - Tarvastu, † 1947)

## Matematici(2)
- Felix Klein, matematico tedesco (Düsseldorf, n. 1849 - Gottinga, † 1925)
- Willem Klein, matematico olandese (Amsterdam, n. 1912 - Amsterdam, † 1986)

## Mezzofondiste(1)
- Hanna Klein, mezzofondista tedesca (Landau in der Pfalz, n. 1993)

## Mineralogisti(1)
- Carl Klein, mineralogista e cristallografo tedesco (Hanau, n. 1842 - Berlino, † 1907)

## Modelle(2)
- Barbi Benton, modella, cantante e attrice statunitense (New York, n. 1950)
- Iris Klein, modella tedesca

## Montatori(1)
- Saar Klein, montatore israeliano (Gerusalemme, n. 1967)

## Nuotatori(2)
- Hans-Joachim Klein, ex nuotatore tedesco occidentale (Darmstadt, n. 1942)
- Herbert Klein, nuotatore tedesco (Francoforte sul Meno, n. 1923 - Monaco di Baviera, † 2001)

## Pallanuotiste(1)
- Noeki Klein, pallanuotista olandese (Leiderdorp, n. 1983)

## Pianisti(1)
- Gideon Klein, pianista e compositore cecoslovacco (Přerov, n. 1919 - Fürstengrube, † 1945)

## Politici(2)
- Herb Klein, politico statunitense (Newark, n. 1930 - † 2023)
- Ron Klein, politico e avvocato statunitense (Cleveland, n. 1957)

## Produttori teatrali(1)
- Peter Klein, produttore teatrale statunitense (Timișoara, n. 1945)

## Psicoanaliste(1)
- Melanie Klein, psicoanalista austriaca (Vienna, n. 1882 - Londra, † 1960)

## Rabbini(1)
- Ernest Klein, rabbino, linguista e lessicografo rumeno (Satu Mare, n. 1899 - Ottawa, † 1983)

## Rapper(1)
- Joost Klein, rapper e scrittore olandese (Leeuwarden, n. 1997)

## Religiosi(1)
- Norbert Klein, religioso, teologo e vescovo cattolico austriaco (Rýžoviště, n. 1866 - Vienna, † 1933)

## Saggisti(1)
- Stefan Klein, saggista e scrittore tedesco (Monaco di Baviera, n. 1965)

## Scrittori(1)
- Sérgio Klein, scrittore e poeta brasiliano (Sete Lagoas, n. 1963 - Belo Horizonte, † 2010)

## Scrittori di fantascienza(1)
- Gérard Klein, scrittore di fantascienza francese (Neuilly-sur-Seine, n. 1937)

## Scrittrici(1)
- Rachel Klein, scrittrice e giornalista statunitense (n. 1953)

## Stiliste(1)
- Anne Klein, stilista statunitense (New York, n. 1923 - † 1974)

## Stilisti(1)
- Calvin Klein, stilista, designer e imprenditore statunitense (New York, n. 1942)

## Tennisti(2)
- Brydan Klein, tennista australiano (Rockingham, n. 1989)
- Lukáš Klein, tennista slovacco (Spišská Nová Ves, n. 1998)

## Tuffatori(1)
- Sascha Klein, ex tuffatore tedesco (Eschweiler, n. 1985)

## Velociste(1)
- Helga Klein, velocista tedesca (Mannheim, n. 1931 - † 2021)

## Violoncellisti(1)
- Emil Klein, violoncellista e direttore d'orchestra rumeno (Roman, n. 1955 - Reggio Emilia, † 2004)

## Senza attività specificata(1)
- Todd Klein, grafico statunitense (Plainfield, n. 1949)